# Георгиос Докос
Гео̀ргиос Доко̀с (на гръцки: Γεώργιος Δοκός) е гръцки дипломат, консул на Гърция в различни градове в Османската империя.

## Биография
Докос произхожда от голямо семейство от Хидра, племенник на адмирал Яковос Томбазис и на Гикас Докос, секретар на Атинския университет. Учи право в Атина и продължава следдипломното си обучение в Париж, където му е присъдена докторска степен. Следва професионална кариера като дипломат. Отличава се с ефективността си в защитата на гръцките национални интереси. Служи на Самос, Хиос, в Битоля (май 1882 – март 1885), Пловдив, Солун (1885 – 1889), Цариград и Янина.
Докос е генерален консул в Пловдив по време на Съединението. След преврата от 6 септември 1885 година, министър-председателят Теодорос Делиянис изпраща до Докос инструкция да съветва гърците в Източна Румелия да не се намесват в борбата между българи и турци, тъй като техният интерес и политическите реалности изискват да запазят непроменено отношението си към българите. Делиянис препоръчва единствено изпращането на протестни изложения до Високата порта и Великите сили. По инициатива на гръцкия генерален консул по-късно започват тайни разговори с мюсюлманите в областта за съвместни действия на двете малцинства срещу Съединението, но гръцкото правителство отново призовава към спокойствие и избягване на противопоставянето на новата власт.
В Солун Докос служи от 1885 до 1889 година. Там проявява голяма активност, установявайки приятелски отношения с Ахмед Еюб паша. Успява да разреши различни проблеми, които вълнуват солунските гърци, и да окаже съпротива на опитите на българите в града за овладяване на храмове и училища. Придружава Еюб паша в обиколките му из Македония. При инцидент в Солун, където османски полицаи обиждат гръцкото знаме, Докос протестира и приема извинението на директора на полицията. Работи за защитата на важни археологически открития.
След Гръцко-турската война от 1897 година, Докос служи като правителствен комисар и председател на Комитета за възстановяване на Тесалия. Умира внезапно в Янина в 1901 година.